# Реальний час (фільм)
Реальний час (англ. Real Time) — канадський кінофільм 2008 року, комедійна драма про ігромана Енді, якого повинен вбити Рубен, але дає хлопцю годину, щоб той зміг завершити свої справи. Прем'єра фільму відбулась 18 січня 2008 року на кінофестивалі «Слемденс».

## Сюжет
Фільм розповідає про кілера (Ренді Куейд), який повинен вбити ігромана Енді (Джей Барушель), але дає йому ще одну годину, щоб той зміг завершити свої справи. Дія фільму відбувається в режимі реального часу і її головною темою є те, що ми робимо з власним часом у цьому світі. Сюжет стрічки починається з того, як гіперактивного азартного гравця Енді висмикує з вулиці спокійний та імпозантний кілер Рубен. Рубен розповідає Енді, що він збирається його вбити. Ігроман на перших порах не вірить йому. Він вважає, що це просто ще одна з тактик Рубена його залякати і погасити гральний борг.
Енді скоро дізнається, що Рубен не блефує. Кілер надає хлопцю годину, аби він зміг завершити свої справи. За подаровану годину життя, Енді усвідомлює всі свої помилки, відвідує місце колишньої роботи, старої школи, свою бабусю, отримує постріл, і починає розуміти такі речі як щастя, кохання та право вибору.

## У фільмі знімались
| У ролях        |  | Персонаж  |
| -------------- |  | --------- |
| Ренді Куейд    |  | Рубен     |
| Джей Барушель  |  | Енді Хейс |
| Джейн Іствуд   |  | Бабуся    |
| Люсі Філіппоне |  | Повія     |
| Джефф Пастіл   |  | Донні     |

## Саундтрек
- «Since Birth» — Triznian
- «One of Us Is Dead» — The Earlies
- «The Cigarette» — Джейк Вілкінсон
- «What Time Is It» — The Jive Five
- «Goodbye Farewell» — Abraham's Children
- «One Fine Morning» — Lighthouse
- «Sweet City Woman» — The Stampeders
- «Fly at Night» — Chilliwack
- «Two for the Show» — Trooper
- «Gymnopédies #1» — Композитор — Ерік Саті, виконання — Мері Кеноді
- «Without You» — Гаррі Нілссон
- «Scared» — The Tragically Hip

## Нагороди та номінації
| Нагороди та номінації           | Нагороди та номінації                | Нагороди та номінації | Нагороди та номінації | Нагороди та номінації |
| Нагорода                        | Категорія                            | Номінант              | Результат             |                       |
| ------------------------------- | ------------------------------------ | --------------------- | --------------------- | --------------------- |
| «Vancouver Film Critics Circle» | Найкраща чоловіча роль другого плану | Ренді Куейд           | Перемога              |                       |
| «Vancouver Film Critics Circle» | Найкраща жіноча роль другого плану   | Джейн Іствуд          | Номінація             |                       |